# Zona Clarion–Clipperton

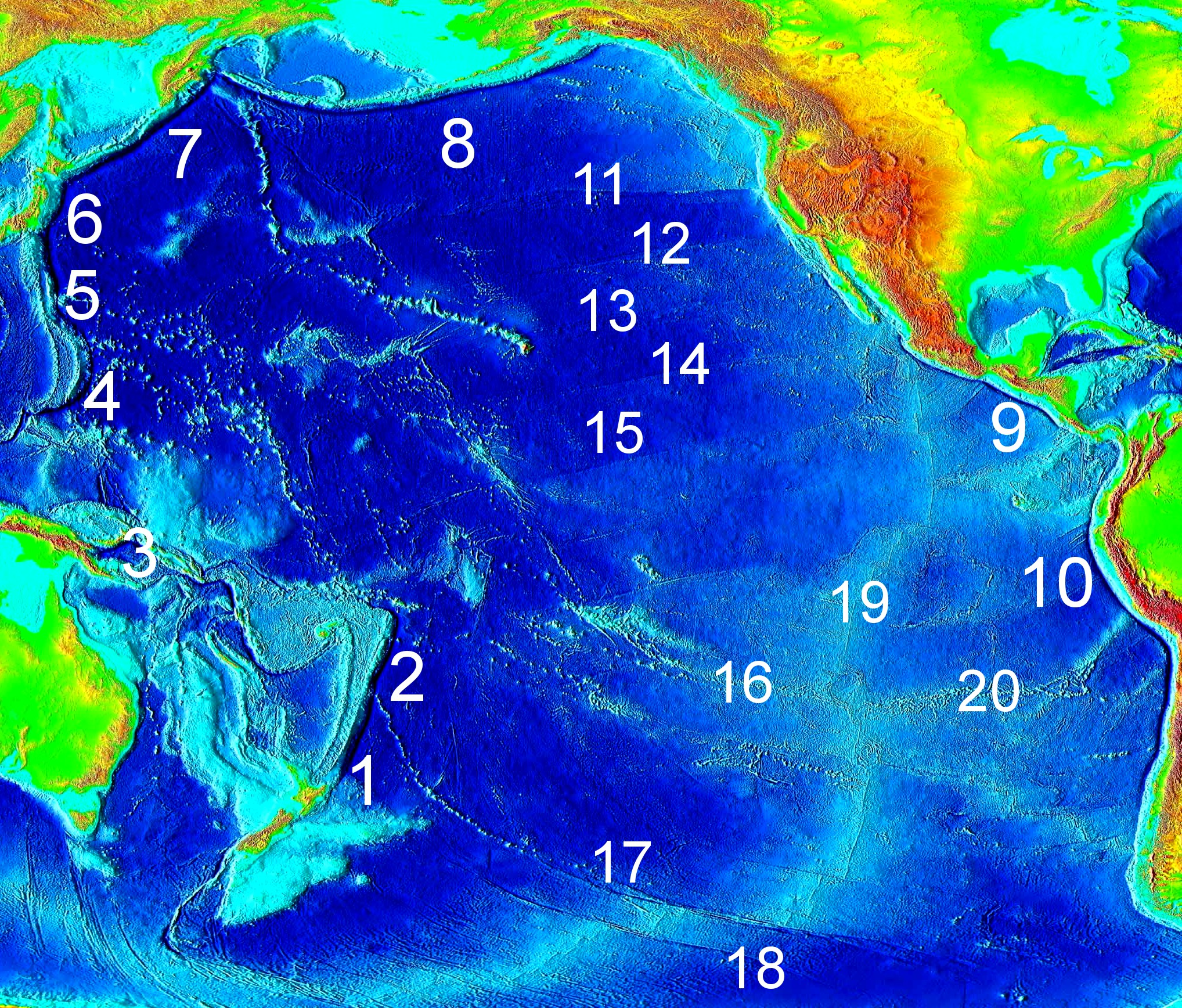
Principales fosas del Pacífico (1–10) y zonas de fractura (11–20). La zona de fractura de Clipperton (15) es la línea casi horizontal debajo de la zona de fractura de Clarion (14), y la fosa de Middle America es la línea azul profundo número 9.

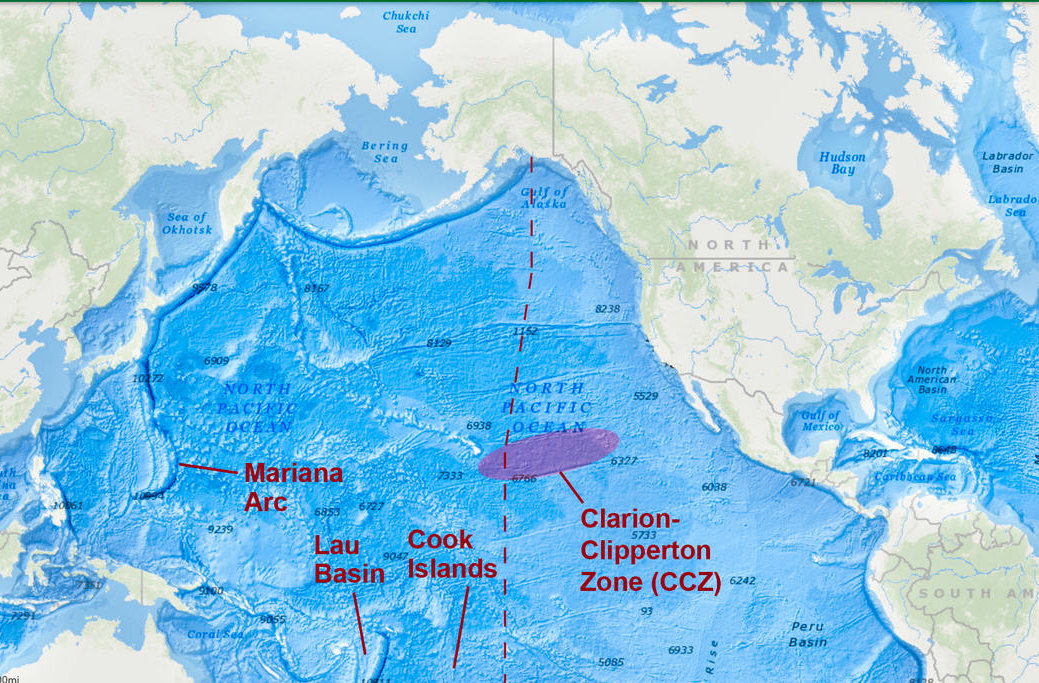
Ubicación de la zona Clarion-Clipperton

La zona Clarion-Clipperton (CCZ) o zona de fractura Clarion-Clipperton es un área de gestión ambiental del Océano Pacífico, administrada por la Autoridad Internacional de los Fondos Marinos (ISA). Incluye la zona de fractura Clarion y la zona de fractura Clipperton, que son formaciones geológicas submarinas. Clarion y Clipperton representan dos de las cinco principales alineaciones del lecho marino en el Pacífico norte, y su descubrimiento se atribuye al Instituto Scripps de Oceanografía en 1954. La CCZ se considera regularmente para la minería en el fondo del mar debido a la abundante presencia de nódulos polimetálicos.
La CCZ se extiende alrededor de 4.500 millas (7.240 km) de este a oeste y se extiende aproximadamente 4.500.000 km2. Las fracturas en sí mismas son características topográficas inusualmente montañosas.
En 2016, los estudios efectuados en el lecho marino de la región mostraron una notable riqueza y variedad de vida, con más de la mitad de las especies recolectadas siendo inéditas para la ciencia.

## Geografía
Las fracturas se pueden dividir en cuatro partes:
- El primero, 127°–113° O, es una zona amplia y baja de unas 900 millas (1448,4 km), con un canal central de 16 a 48 km de ancho;
- La segunda, 113°-107° O, es una cresta enriquecida por volcanes, 60 millas (96,6 km) de ancho y 330 millas (531,1 km) de largo;
- El tercero, 107°-101° O, es una zona baja con un canal central de 370 a 730 m de profundidad que atraviesa la meseta de los Albatros; y
- El cuarto, 101°-96° O, contiene la Cordillera de Tehuantepec que se extiende 400 millas (643,7 km) al noreste hasta el margen continental.[6]

La depresión de Nova-Canton es frecuentemente considerada como una prolongación de las fracturas.
La zona contiene nódulos compuestos de tierras raras valiosas y otros minerales. Algunas de ellas desempeñan un papel esencial para la transición energética hacia una economía baja en carbono. Estos nódulos se forman alrededor de fragmentos de huesos o dientes de tiburón. Luego, los micronódulos se agregan y acumulan aún más formando grupos destinados a la cosecha.

### Zona de fractura de Clipperton
La zona de fractura de Clipperton es la más meridional de las lineaciones del noreste del Océano Pacífico. Comienza al este-noreste de las Islas de la Línea y termina en la fosa mesoamericana frente a la costa de América Central, formando una línea aproximada en la misma latitud que Kiribati y la isla Clipperton, de la que recibe su nombre.

### Zona de fractura de Clarion
La zona de fractura Clarion es la siguiente línea del Pacífico al norte de Clipperton FZ. Limita al noreste con la isla Clarión, la más occidental del archipiélago de Revillagigedo, de la que recibe su nombre. Ambas zonas de fractura fueron descubiertas por los buques de investigación estadounidenses "Horizon" y "Spencer F. Baird" en 1954.

## Minería en aguas profundas

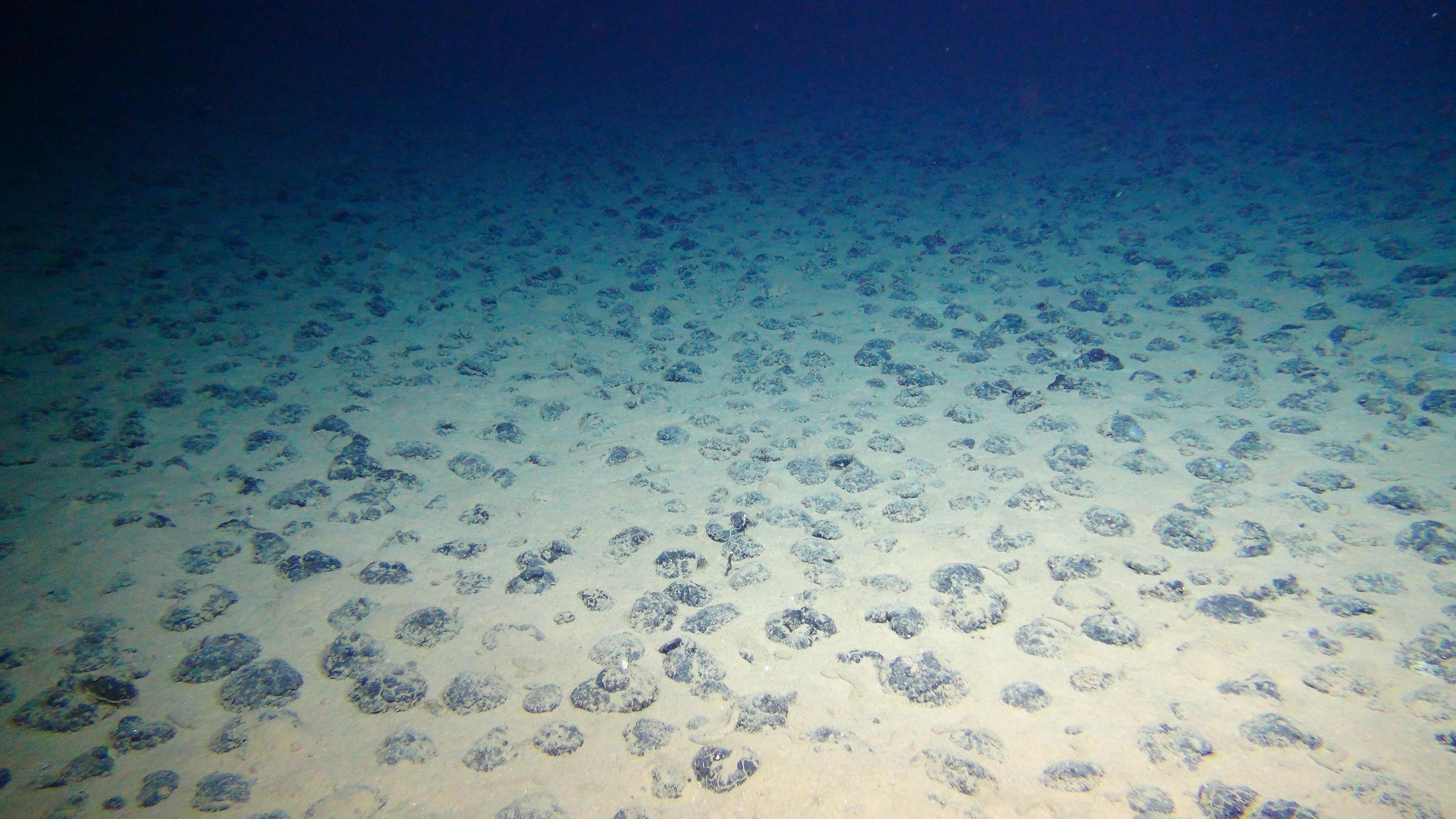
Nódulos polimetálicos en el fondo marino de la CCZ

La CCZ se ha dividido en 16 concesiones mineras que abarcan aproximadamente 1.000.000 km2. Otras nueve áreas, cada una de ellas con una superficie de 160 kilómetros cuadrados (61,8 mi²), se han reservado para la conservación. La Autoridad Internacional de los Fondos Marinos (ISA) estima que la cantidad total de nódulos en la zona Clarion-Clipperton supera los 21 mil millones de toneladas (Bt), conteniendo alrededor de 5,95 Bt de manganeso, 0,27 Bt de níquel, 0,23 Bt de cobre y 0,05 Bt de cobalto. La ISA ha emitido 19 licencias para exploración minera dentro de esta área. Las operaciones de extracción exploratoria a gran escala estaban programadas para comenzar a fines de 2021. La ISA tenía como objetivo publicar el código de minería de aguas profundas en julio de 2023. Las solicitudes de licencia comercial debían aceptarse para su revisión posteriormente.
La denominada regla de los dos años estipula que, antes de la aprobación de regulaciones, un país miembro puede notificar a la ISA su intención de llevar a cabo actividades mineras. Esta notificación da inicio a un período de dos años en el que la ISA tiene la oportunidad de desarrollar las normativas correspondientes. Si no se elaboran dichas reglas en ese tiempo, la actividad minera se considera automáticamente autorizada. Nauru notificó su intención en julio de 2021, fijando como fecha límite el 9 de julio de 2023. Sin embargo, la siguiente reunión de la ISA está programada para comenzar un día después, el 10 de julio.

## Preocupaciones ambientales
Las áreas de la zona de fractura que han sido autorizadas para la minería albergan una diversidad de xenofióforos de aguas profundas. Un estudio de 2017 encontró 34 especies nuevas en el área. Los xenofióforos son muy sensibles a las perturbaciones humanas, por lo que la minería puede afectarlos negativamente. Desempeñan un papel clave en los ecosistemas bentónicos, por lo que su eliminación podría amplificar las consecuencias ecológicas. Los nódulos se consideran "críticos para la integridad de la red alimentaria". La zona alberga corales, pepinos de mar, gusanos, pulpos dumbo y muchas otras especies.
El Instituto Tecnológico de Massachusetts y la TU Delft utilizan su estatus de observador de la ISA para investigar el impacto potencial de la recolección de estos minerales y compararlo con el impacto ambiental y humano de la minería terrestre. En abril de 2021, los científicos del proyecto océanos del JPI realizaron estudios en profundidad sobre la tecnología minera y su posible efecto en el lecho marino.
La minería tiene el potencial de generar grandes impactos ambientales. Se desconoce el impacto que la liberación de relaves del procesamiento de nódulos en la columna de agua puede tener sobre los organismos pelágicos o los efectos perjudiciales que puedan tener sobre las comunidades bentónicas que se encuentran debajo.
Además de los xenofióforos, en la zona Clarion-Clipperton residen muchos tipos de especies: protistas, procariotas microbianos y una fauna variada, incluida la megafauna, la macrofauna y la meiofauna, cada una de ellas diferenciada por su tamaño. Debido a la falta de investigación histórica en la región (en gran parte debido a la inaccesibilidad y al costo monetario y físico sin tecnología moderna), se sabe muy poco sobre la vida en la CCZ. Las crecientes pruebas en la región han llevado al descubrimiento de muchas especies nuevas, lo que sugiere tanto una gran riqueza de especies como una gran rareza de especies dentro de la CCZ. Parece que los nódulos polimetálicos de la región, objetivo de gran parte de la minería de aguas profundas, son cruciales para fomentar un alto nivel de biodiversidad en el fondo marino. Aun así, hay muchas lagunas en la comprensión actual de los roles que desempeñan los ecosistemas, los rasgos de la historia de vida, las sensibilidades, las variabilidades espaciales o temporales y la resiliencia de estas especies.
Gran parte de lo que se sabe sobre el posible impacto ambiental es resultado de una prueba piloto de dragado realizada en 1978. En los años transcurridos desde las pruebas, la región ha sido monitoreada. Muchas especies aquí son más susceptibles a los efectos negativos de los cambios ambientales, ya que los cambios a estas profundidades son atípicos. En concreto, en el caso de los nematodos, se ha determinado que existe una menor riqueza de especies y una menor biomasa total en la zona donde se realizó el dragado en comparación con los espacios vecinos. Además, la composición de las especies y las frecuencias en que se encuentran cambian con la interferencia humana. La eliminación de nódulos polimetálicos, como se propone a través de la minería en aguas profundas, reduciría el hábitat adecuado ya que muchas especies de nematodos residen también dentro de los cinco centímetros superiores donde existen nódulos. Incluso las especies que permanezcan enfrentarán cambios en las condiciones de su hábitat, ya que la nueva capa superior de sedimento después de la eliminación de los nódulos será significativamente más densa. Los bajos niveles de sedimentación y las corrientes mínimas muestran que la perturbación de la CCZ tendría efectos duraderos sobre el medio ambiente; los sedimentos levantados permanecen sin asentar incluso décadas después. Además, los nódulos se forman durante millones de años, por lo que su eliminación alteraría fundamentalmente el ecosistema durante los próximos milenios. Las especies que dependen directamente de ellas y todos sus vínculos o funciones ambientales posteriores experimentarían enormes cambios que no podrían restaurarse rápidamente una vez completado el daño.
La gran mayoría de las esferas relevantes aún carecen de investigación adecuada. Lo que se sabe deja claro que muchos aspectos de la actividad minera en aguas profundas pondrían en peligro a las especies en la zona Clarion-Clipperton; enfrentan amenazas de ser aplastadas por maquinaria, dispersadas en columnas de sedimentos, asfixiadas por sedimentos no sedimentados, la pérdida de recursos y hábitat, etc. Esto no incluye las amenazas que plantean la contaminación acústica y lumínica, cuyos efectos aún se desconocen en gran medida.
Las ONG y los gobiernos han pedido una moratoria hasta que se sepa más sobre los posibles impactos ambientales.